# L'Isle-en-Dodon
L'Isle-en-Dodon è un comune francese di 2 060 abitanti situato nel dipartimento dell'Alta Garonna nella regione dell'Occitania.
Il territorio comunale è bagnato dalle acque del fiume Save.

## Società

### Evoluzione demografica
Abitanti censiti

## Amministrazione

### Gemellaggi
- Godega di Sant'Urbano, dal 2006